# 陰子春
陰子春（5世紀—548年），字幼文，武威姑臧人。
曾祖陰襲，隨宋武帝南遷，世居南平郡作唐县（在今湖北荊州地區）。陰子春曾都督梁、秦二州刺史，历位朐山戍主、东莞太守。官至梁朝左衛將軍。陰子春不愛洗足。史載陰子春「身服垢污，腳數年一洗，言每洗則失財敗事」。梁州之戰大敗，陰子春認定是洗腳所致，遂終身不洗腳。
太清二年（548年），爲左卫将军，迁侍中。侯景之亂爆發，梁元帝令子春随王僧辩攻平邵陵王。與左卫将军徐文盛至贝矶，敗於侯景军，郢州（武昌）陷没，被萧绎处死於江陵。有子阴钧、陰鏗。

## 子孙
- 子：阴钧，度支尚书
- 子：陰鏗，湘东内史、晋陵太守
  - 孙：阴颢，江州刺史、通道馆学士
    - 曾孙：阴弘道，唐礼部员外郎、朝请大夫、国子博士。孙阴行光（阴行先），国子司业、邠王府长史，是宰相燕国公张说的妹夫。

## 延伸阅读
[在维基数据编辑]
 《梁書/卷46》，出自姚思廉《梁書》
 《南史·卷64》，出自李延壽《南史》